# Jakob Langenauer

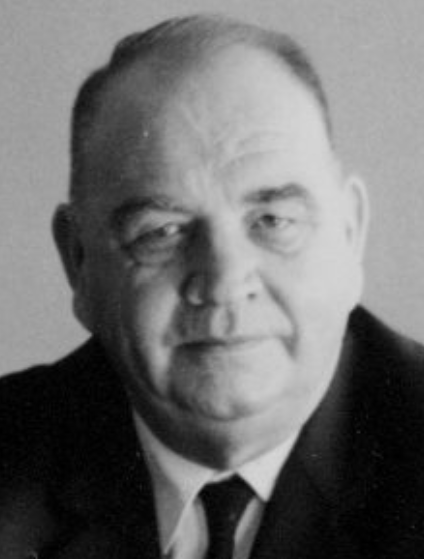
Jakob Langenauer, 1913–1981

Jakob Langenauer (* 2. Juli 1913 in Rehetobel; † 14. April 1981 ebenda; heimatberechtigt in Urnäsch) war ein Schweizer Textilkaufmann, Gemeindepräsident, Kantonsrat, Regierungsrat und Nationalrat aus dem Kanton Appenzell Ausserrhoden.

## Leben
Jakob Langenauer war ein Sohn von Johann Jakob Langenauer, Textilfabrikant, und Rosa Schläpfer. Im Jahr 1934 heiratete er Melina Oertle.
Er besuchte die Kantonsschule Trogen und die Handelsschule Neuenburg und absolvierte eine Ausbildung zum Textilkaufmann in St. Gallen. Im Jahr 1943 übernahm er mit seinen Brüdern die väterliche Weberei und Zwirnerei in Rehetobel.
Von 1946 bis 1953 sass er im Gemeinderat. Diesem stand er von 1950 bis 1953 als Gemeindehauptmann vor. Von 1950 bis 1953 gehörte er dem Ausserrhoder Kantonsrat an. Von 1953 bis 1972 amtierte er als Regierungsrat. In dieser Funktion stand er der Steuerdirektion und ab 1956 zusätzlich der Finanzdirektion vor. Von 1959 bis 1962, ab 1965 bis 1968 und von 1971 bis 1972 versah er das Amt des Landammanns. Von 1955 bis 1971 sass er im Nationalrat. Bei der Wahl zum Regierungsrat war er parteilos, später Freisinniger.
Langenauer war ein versierter Finanzpolitiker. Er war stets auf eine geringe Verschuldung des Kantons bedacht. Während seiner Amtszeit erfolgten die Einführung der Grundstückgewinnsteuer sowie fünf Steuergesetzrevisionen. Er war von 1963 bis 1969 Mitglied der nationalrätlichen Finanzkommission und der Finanzdelegation der eidgenössischen Räte. Ab 1966 bis 1974 gehörte er dem Verwaltungsrat der St. Gallisch-Appenzellischen Kraftwerke an.
Die Politikerin Elisabeth Kunz-Langenauer war seine Tochter.